# Sanzinia madagascariensis
Sanzinia madagascariensis là một loài trăn trong họ Boidae. Loài này được Duméril & Bibron mô tả khoa học đầu tiên năm 1844.
Đây là loài bản địa Madagascar. Con trưởng thành dài 122–152 cm, dù có mẫu vật dài đến 183–213 cm nhưng không phổ biến. Trăn cái lớn hơn trăn đực.

## Hình ảnh

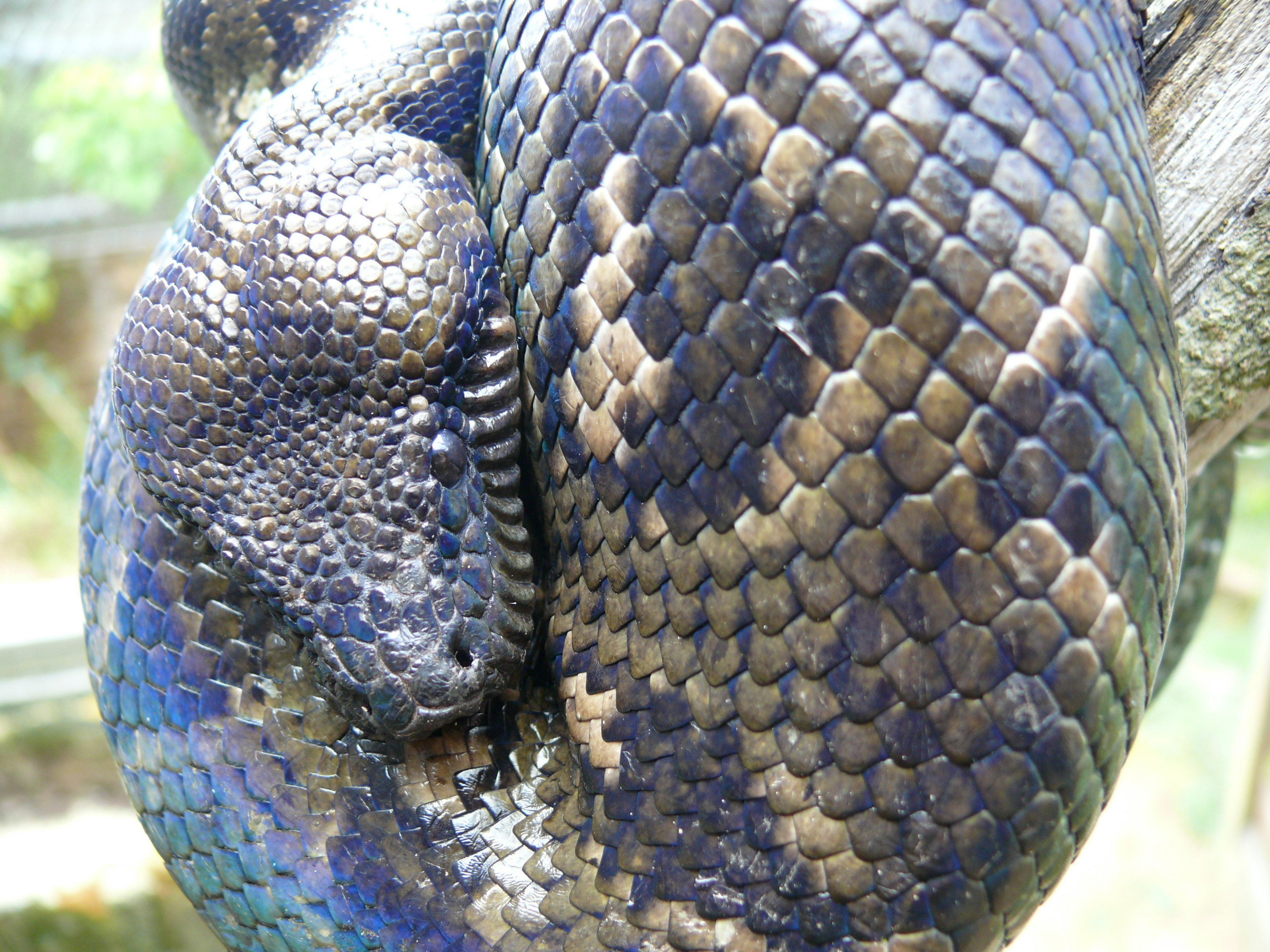
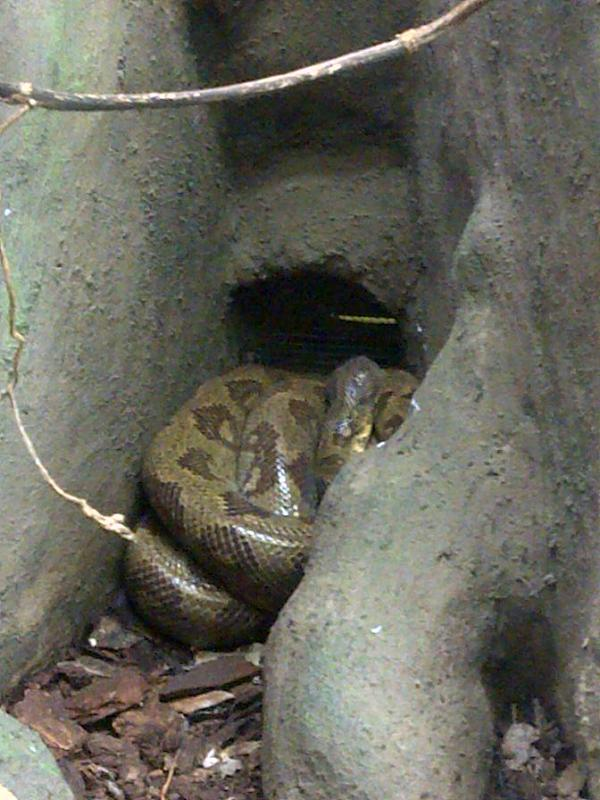
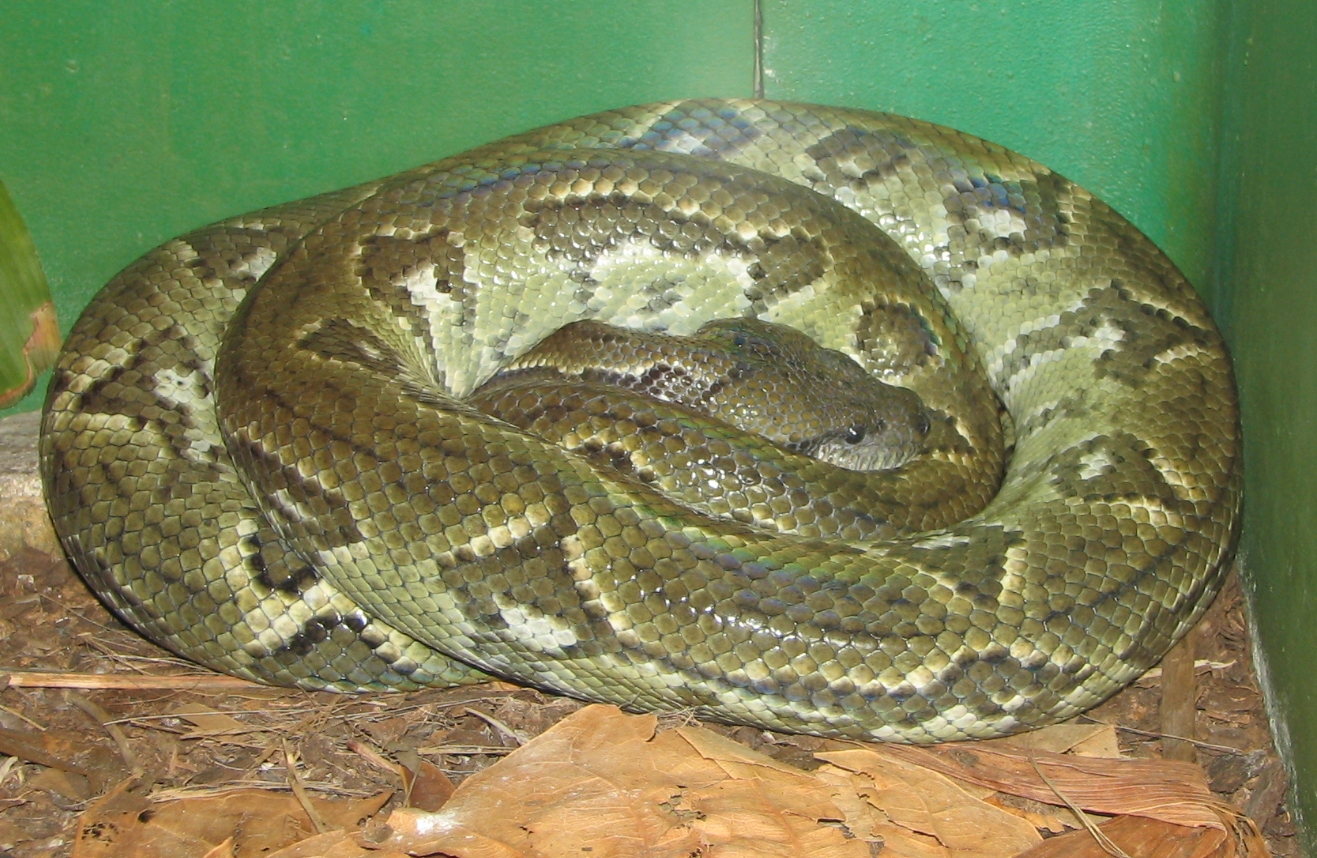
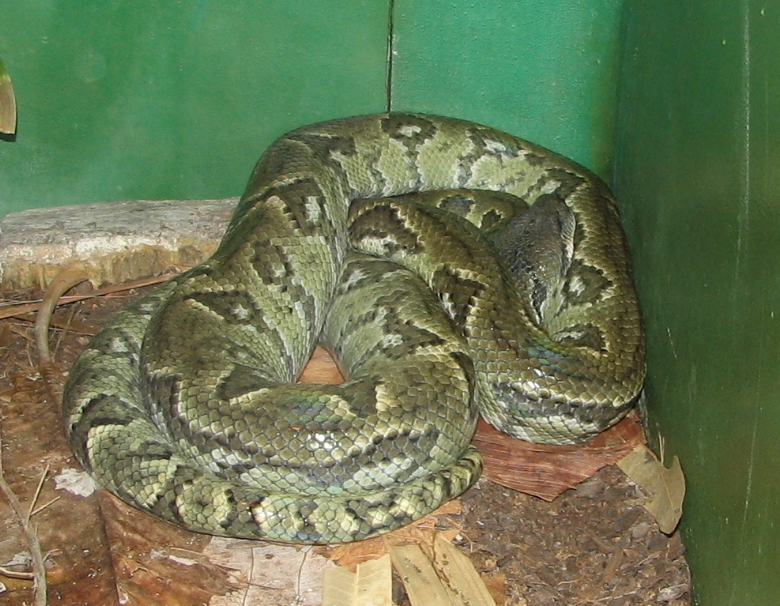